# ماثيو هنري

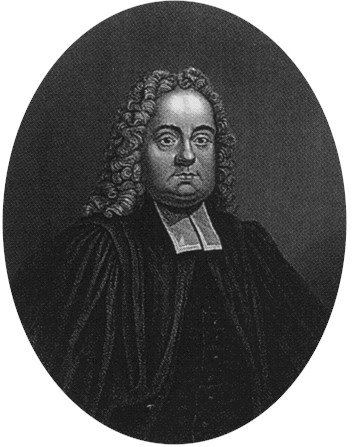
هنري ماثيو

ماثيو هنري (باللاتينية Matthew Henry) رجل دين إنكليزي. بالرغم من نزع أرض والده فيليب هنري بسبب قانون التوحيد 1662 كانت له أملاك خاصة مكنته من تقديم تعليم جيد لابنه فدرس في إزلينغتون ثم غريز إن، ثم ترك دراسة القانون ليدرس الثيولوجيا وأصبح قس مجمع بريزبتري في تشستر ثم انتقل إلى هاكني. مات بالنزف في رحلة من تشستر إلى لندن في 1714.
يعرف هنري بسبب تعليقه التفسيري على العهدين القديم والجديد (Exposition of the Old and New Testaments) المتميز بطابعه الديني العملي بدل النقدي. وبسبب موته المفاجئ قام رجال دين آخرون بإكمال التفسير، وقام بتحريره في 1811 بوردر وجون هيوز.

## مواقع خارجية
- More complete biography of Matthew Henry
- Matthew Henry Concise Commentary on the Whole Bible
- Matthew Henry Complete Commentary on the Whole Bible